# Етнократија
Етнократија је врста политичког режима у којем државним апаратом управља доминантна етничка група (или више њих) да би остварила своје интересе, стекла моћ и повећала ресурсе. Етнократски режими обично представљају комбинацију „танке” демократске фасаде која прикрива дубљу етничку структуру, у којој је етничност (или раса, или религија) — не држављанство — кључна за долазак до моћи и ресурса. Етнократски режим олакшава етнизацију државе од стране доминантне групе, и то кроз ширење сопствених центара за управљање и контролу, често кроз сукоб са мањинама и суседним државама.
У 20. веку, неколико држава је донело или покушало да донесе законе о националности, кроз напоре који су слични по многочему. Сви процеси су се одвили у земљама са најмање једном националном мањином која је тражила пуну равноправност у држави или на територији која је постала део државе и у којој је та мањина живела генерацијама. Закони о националности су усвојени у друштвима која су се осећала угроженим по питању намера ових мањина, начина на који су желеле да се интегришу и захтева за равноправношћу, што је резултовало режимима у којима је ксенофобија постала свакодневна тема за расправу. Ови закони су усвојени у државама које су већ биле утемељене на једном етничком идентитету, дефинисаном наспрам осталих идентитета, што је довело до прогона и кодификовало дискриминацију мањина.
Свеобухватан модел етнократског режима је први пут формулисао политички и правни географ, професор Орен Јифтачел. У серији чланака и књига објаснио је кључне принципе режима и његове типичне механизме суочавања са проблемима имиграције и развоја, потраживања територије, решавања правних проблема, развијања културе и осигуравања безбедности. Јифтачел се као главним примером водио случајем Израелско-палестинског сукоба, постављеног у поредбене оквире са другим недавним етнократијама као што су Северна Ирска, Естонија, Летонија, Србија, Хрватска, Либан, Кипар, Шри Ланка и Малезија. Јифтачелов рад се такође реферира на Израел као „насељеничку етнократију” која се на историјском плану може поредити са насељеничким друштвима као што су она у Аустралији, Јужној Африци и Канади.
Истраживања показују да је више сфера контроле режима од виталног значаја за етнократске режиме, укључујући оружане снаге, полицију, земљишну администрацију, имиграцијску контролу и економски развој. Ови владини инструменти моћи обезбеђују дугорочну доминацију водећих етничких група, као и раслојавање друштва у „етнокласе”, што се погоршало недавном фазом капитализма тј. његовом типичном неолибералном политиком. Етнократије често успевају да у кратком раздобљу одрже етнички сукоб под контролом, и то ефективном контролом над мањинама те ефикасном (зло)употребом „танке” процедуралне демократске фасаде. Међутим, ови режими постану нестабилни након дужег временског периода, углавном услед изнемоглости од сталног решавања сукоба и криза које се понављају; проблем се тада решава или материјалном демократизацијом, или цепањем државе, или децентрализацијом режима споразумима о консоцијационализацији. Ако се ово пак не деси, етнократије које не успеју да реше своје унутрашње сукобе на други начин углавном се гуше у налетима дугорочних унутрашњих раздора и институционализације структурне дискриминације или чак апартхејда.
У етнократским државама влада је обично представник одређене етничке групе која је на огромном броју положаја, непропорционално великом у односу на проценат укупног становништва. Доминантна етничка група (или групе) представља и користи ове положаје за побољшавање статуса своје одређене етничке групе (или група) на штету других.
Остале етничке групе се систематски дискриминишу и онемогућавају самим радом државе и често суочавају са потискивањем или кршењем људских права која би требало да су свакоме загарантована, али која су етнократским режимима у рукама државних органа. Етнократија такође може да буде политички режим који је успостављен на основу ограничених права на држављанство, са нагласком на етничку припадност (права дефинисана узимајући у обзир првенствено расу, порекло, религију и/или језик) као главно начело за разликовање. Генерално говорећи, raison d'être етнократске владе је да се осигура да најважнији инструменти државне моћи буду у рукама одређеног етничког колектива. Сва остала питања везано за расподелу моћи су у коначници подређена овом основном принципу.
Етнократије су карактеристичне по свом систему управљања (контроле) — правни, институционални и физички инструменти моћи сматрају се неопходним за осигуравање етничке доминације. Степен системске дискриминације варира од случаја до случаја и од ситуације до ситуације. Ако доминантна група (она за чије интересе систем и служи и чији идентитет индиректно заступа) представља малу мањину (обично 20% или мање) популације унутар државне територије, значајни степени институционализоване репресије вероватно ће бити неопходни да поменута доминантна група одржи своју контролу (надмоћ) или је пак реч о олигархији ако је проценат оних који су у поменутој мањинској доминантној групи веома мал.

## Моноетнократија наспрам полиетнократије
Лиса Морџ Хауард је октобра 2012. године у употребу увела термине моноетнократија и полиетнократија. Моноетнократија је врста режима у којем једна етничка група доминира, што је у складу са традиционалним разумевањем етнократије. Полиетнократија је врста режима у којем две или више етничких група управљају државом. И моноетнократија и полиетнократија су врсте етнократије. Етнократија се заснива на претпоставкама да су етничке групе примордијалне (етничност је основа политичког идентитета), а грађани ретко деле више етничких идентитета.

## Белгија
Лиса Морџ Хауард окарактерисала је Белгију као полиетнократију и демократију истовремено. Грађани Белгије уживају политичка права која се могу приметити код демократских земаља, а пример је право на гласање и право на слободан говор. Међутим, белгијска политика се све више дефинише етничким поделама између Фламанаца и Валонаца. На пример, све главне политичке партије се формирају или на основу фламанског или на основу валонског идентитета. Поред овога, двојезичког образовања у већини франкофонских школа више нема.

## Израел
У Израелу је 1950. године усвојена легислатива под именом Закон повратка, чиме су Јеврејима дата права на живот у Израелу и права на стицање израелског држављанства у процесу алија. Право уласка и боравка је 1970. године проширено и на људе чија је или баба или деда Јевреј те људе који су венчани за некога ко је Јевреј, с тим да их се и даље није сматрало Јеврејима по јеврејском закону. Гарантујући Јеврејима права на имиграцију, држава их је подстакла на усељавање и тиме је повећала и осигурала демографску јеврејску већину у овој земљи. Међутим, Палестинци протерани 1948. и даље немају своје право на повратак.
Упркос овој чињеници, Израелска сигурносна легислативна за Палестинске територије не каже да се војни закон примењује само на арапске мештане у појединој територији, а не на Јевреје или на израелске становнике. Израелски грађани морају да поштују Израелски закон, док се на Палестинце примењује војни закон.
Критике тврде да је загарантовано право за Јевреје да имигрирају у Израел дискриминишуће према нејеврејима, чиме делује противно демократској вредности једнакости под законом. Израел су етнократијом прозвали многи научници: Александер Кедар, Шломо Санд, Орен Јифтачел, Асад Ганем, Хаим Јакоби, Нур Масалха Хана Навех и др.
Међутим, научници попут Гершона Шафира, Јоава Пеледа и Самија Смухе при описивању државе Израел преферирају термин „етничка демократија”, што је термин који се с намером користи за представљање „средине” између етнократије и либералне демократије. Смуха нарочито тврди да је могуће пронаћи доказе у корист етнократије, у којој се дозвољава привилегован статус доминантној етничкој већини осигуравајући да сви појединци имају подједнака права. Његови противници кажу да је до сада Израел прекршио права једнакости у пракси, те да је термин „демократска земља” у његовој једначини мањкав.
Закон о држављанству усвојен 2003. године прописује да министар унутрашњих послова нема право да одобри боравак у Израелу за становника Западне обале или Појаса Газе осим ако је реч о јеврејском досељенику. Закон забрањује израелским грађанима да се венчају са супружником по свом избору и живе са тако одабраним супружником у Израелу ако је супружник Палестинац са Западне обале или из Појаса Газе, што са осталим тачкама закона Израел чини апартхејдном државном творевином.
Израелски парламент је марта 2011. године усвојио два закона. Једним се дозвољава руралним заједницама (углавном са јеврејском већином) да одбију захтеве за боравком засноване на „подобности” (садржавао је одељак којим је речено да је незаконито дискриминисати, али су неки тврдили да се оно што пише у том одељку не може на силу прописивати, те да је намена овог закона заправо да се створи дискриминација над палестинским арапским становништвом у Израелу), док се другим намећу казне за организације које финансира држава (укључујући градове и локалне власти) а које прослављају Дан Накбе односно Палестински егзодус из 1948. године. Критичари кажу да ће закони повећати дискриминацију Арапа.
Новембра 2014. године, Израелски уред је одобрио предлагање закона којим би се Израел прогласио „Јеврејском државом”. Усвајање овог предлога закона значило би да ће јеврејски закон халаха да буде „водиља” Израелском парламенту при доношењу одлука, а предлогом се такође гарантовало аутоматско држављанство у складу са Законом повратка. Предлог закона признавао је „лична права свих грађана [Израела] у складу са законом”, док је заједничка права ограничавао само на Јевреје. Арапски језик би изгубио статус званичног језика који је имао заједно са хебрејским. Предлог закона су неки политичари сматрали контроверзним због потенцијалних ефеката које би имао на арапско мањинско становништво, које чини око 20% популације Израела. Предлог за усвајање закона није никада постао закон.

## Јужна Африка
Етнократија указује на специфичан принцип расподеле моћи у друштву. У својој књизи Расподела моћи у Јужној Африци (енгл. Power-Sharing in South Africa), Аренд Лајпхарт класификује савремене уставне предлоге за решавање сукоба у Јужној Африци у четири категорије:
- владавина већине (један човек, један глас)
- не-демократија (разне врсте белачке доминације)
- цепање (стварање нових политичких ентитета)
- консоцијационализација (расподела моћи према пропорционалном уделу и смештај елите) (1985:5)

Лајпхарт оштро заговара консоцијационални модел, а његове категорије илуструју да — на уставном нивоу — државна моћ може да се дистрибуише дуж двеју димензија: правноуставне и територијалне.
Дуж правноуставне димензије може да се разликује сингуларизам (моћ централизована према чланству у појединој групи), плурализам (расподела моћи између дефинисаних група према релативној бројној јачини) и универзализам (расподела моћи без икаквих квалификација које се односе на групе). Три главне алтернативе у територијалној димензији су унитарна држава, „средње реструктурисање” (у оквирима једног формалног суверенитета) и цепање (стварање засебних политичких ентитета). Етнократија тако осликава посебан начин расподеле моћи у друштву.

## Летонија и Естонија
Постоји широк спектар мишљења међу ауторима по питању класификовања Летоније и Естоније у погледу облика државе, а протеже се од либералне или грађанске демократије преко етничке демократије све до етнократије. Вил Кимлика сматра да је Естонија демократија, стављајући нагласак на необичан статус говорника руског језика због тога што је линија која дели сезонске раднике и имигранте од домаћег становништва веома танка.
Британски истраживач Нил Мелвин закључио је да Естонија има све оригиналније плуралистичко демократско друштво, што постиже кроз либерализацију држављанства и активним укључивањем предводника руских досељеничких заједница у политички процес. Џејмс Хјуз, у делу Програма Организације уједињених нација за развој под именом Развој и транзиција, тврди да су Летонија и Естонија случајеви „етничких демократија” у којима је држава „поробљена” од стране титуларне етничке групе, што се касније искористило за промовисање „националне” политике и наводне дискриминације над русофонским мањинама. (Развој и транзиција такође садржи делове у којима се оспоравају Хјузове тврдње.) Израелски истраживачи Орен Јифтачел и Асад Ганем сматрају да је Естонија етнократија. Израелски социолог Сами Смуха са Универзитета у Хаифи се не слаже са Јифтачелом, образлажући своје неслагање тврдњом да се етнократски модел који је развио Јифтачел не уклапа у оно што је случај Летоније и Естоније; није реч о насељеничком друштву зато што је његова коренска група аутохтоно становништво, нити се друштво територијално ширило односно нема дијаспоре која се уплиће у унутрашње проблеме становника као што је то у случају Израела за који је Јифтачел оригинално развио свој модел.

## Северна Ирска
Северну Ирску су као етнократију у прошлости описивали многобројни научници. Венди Пулан помиње џеримандеринг изборних дистрикта да би се осигурала доминација униониста, као и неформалну политику која је довела до тога да полиција у великој мери постане протестантска, што је карактеристика унионистичке етнократије. Остали елементи укључују дискриминаторан смештај односно дискриминаторне услове у којима живе католици и политику дизајнирану да се подстакне католичка емиграција. Ијан Шатлворт, Мајлс Гулд и Пол Бар се слажу да је системско одступање усмерењо против католика и да ирски националисти испуњавају критеријуме којим се Северна Ирска може сврстати у етнократију, почев од отцепљења Ирске до најмање 1972. године, али тврде како је након суспензије Стормонтског парламента — а посебно након Споразума на Велики петак из 1998. године — етнократија ослабљена и да се данашња Северна Ирска никако не може назвати етнократијом.

## Турска
Турску је као етнократију описао професор и доктор Билге Азгин. Азгин као елементе који дефинишу турску етнократију истиче владину политику односно њене циљеве који укључују „искључивање, маргинализацију или асимилацију” мањинских група које су нетурске. Асад Ганем такође сматра да је Турска етнократија. Џек Фонг као елементе турске етнократије описује турску политику односа према курдској мањини као „планинским Турцима” те одбијање признавања било код другачијег курдског идентитета.

## Уганда
Уганда под вођством диктатора Идија Амина Даде такође се могла описати као етнократија у којој су биле привилеговане одређене аутохтоне групе, а битно је поменути и етничко чишћење Индијанаца у Уганди које је спровео Амин.